# پیز دا لا مارگنا
پیز دا لا مارگنا (به لاتین: Piz da la Margna) یک کوه در سوئیس است که در کانتون گراوبوندن واقع شده‌است. پیز دا لا مارگنا ۳٬۱۵۹ متر بالاتر از سطح دریا واقع شده‌است.